# Briše, Kamnik
Briše so naselje v Občini Kamnik.

## Zgodovina
Briše, ki so bile sedež županije, se prvič omenjajo okoli leta 1400 v urbarju kamniškega deželnega sodišča.

## Izvor krajevnega imena
Krajevno ime etimološko ni dokončno pojasneno. Oblika Brišan kaže na prvotno množinsko prebivalsko ime Brišane, ki je lahko tvorjeno iz osebnega imena Bryxъ ali Bryšь, iz katerega so tudi imena naselij na hrvaškem Brihovo ter na poljskem Bryszów in Bryszewo. Če je domneva pravilna, je ime prvotno pomenilo prebivalci Brihove vasi. Druga možnost je domneva, da je izvor krajevnega imena v množinskem prebivalskem imenu Bríščane, ki se je v rednem jezikovnem razvoju razvilo iz Bъríščane in da je izvorno označevalo prebivalce kraja, kjer raste bar. V arhivskih zapisih se kraj omenja okoli leta 1400 Brysch in 1439 Brisch.